# Leah Thomas

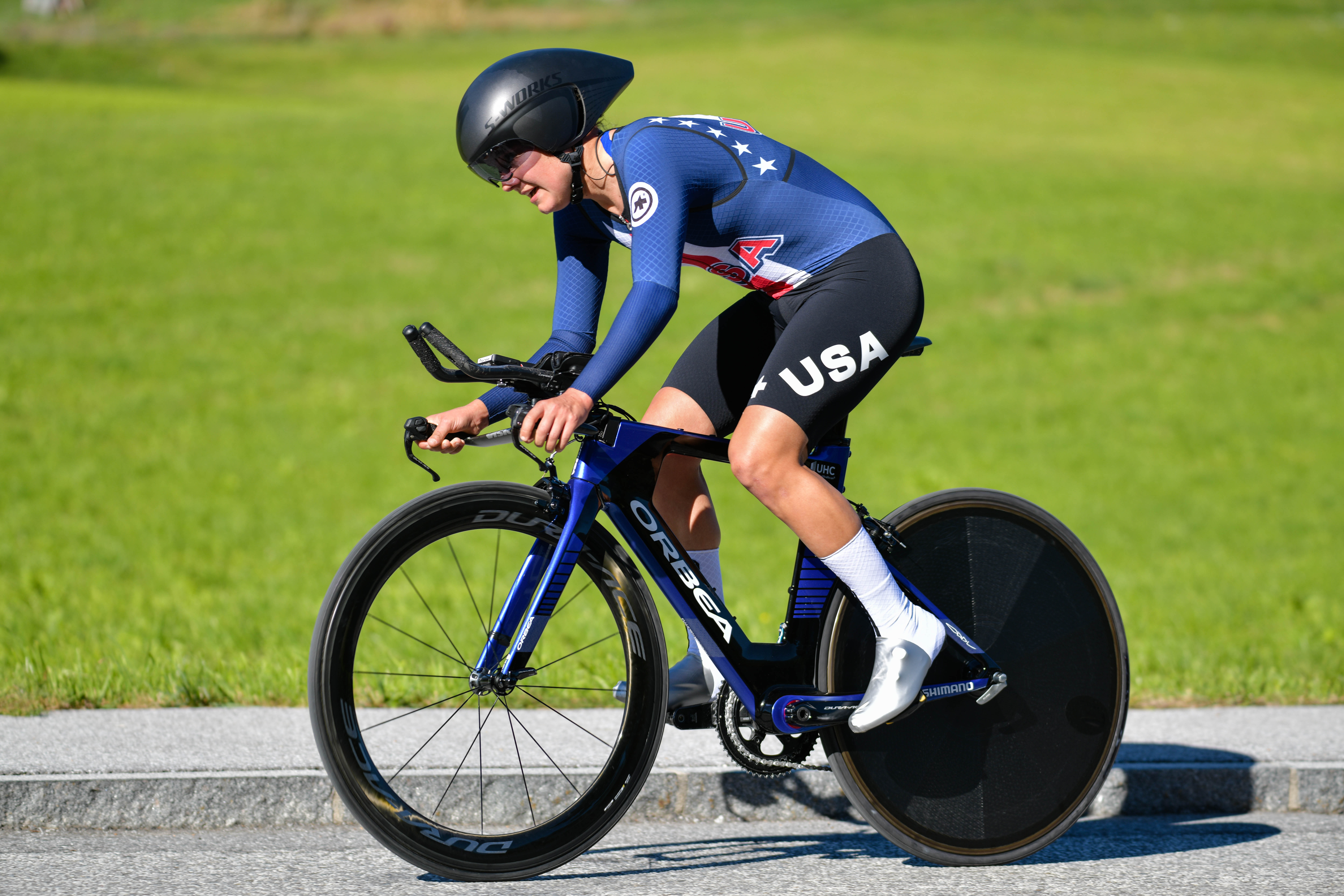
Thomas im Zeitfahren der Straßenweltmeisterschaften 2018

Leah Thomas (* 30. Mai 1989 in Cupertino) ist eine ehemalige US-amerikanische Radrennfahrerin.

## Sportliche Laufbahn
Leah Thomas begann ihre sportliche Laufbahn als Gymnastin. Während ihres Lehramtsstudiums an der Northwestern University in Chicago begann sie mit Langstreckenlauf und bestritt ihren ersten Marathon. Wegen einer Plantarfasziitis musste sie das Laufen aufgeben und wechselte zum Radsporttraining, zunächst während ihrer Zeit als Lehrerin in der Navajo Nation Reservation in Arizona. 2013 ließ Thomas sich überzeugen, ihr erstes Rennen zu bestreiten, das sie gewann. 2014 zog sie in die San Francisco Bay Area zurück, um näher an ihrer Familie zu leben und intensiver zu trainieren. Im Jahr darauf gab sie ihre Vollzeitstelle als Lehrerin auf.
2016 gewann Thomas gemeinsam mit dem Team Sho-Air Twenty20 das Mannschaftszeitfahren der Kalifornien-Rundfahrt, im Jahr darauf entschied sie eine Etappe der Tour of the Gila für sich und wurde Dritte der Gesamtwertung.
2018 siegte Thomas bei zwei renommierten Rennen, bei der Tour de Feminin – O cenu Českého Švýcarska und beim Zeitfahr-Wettbewerb Chrono Champenois – Trophée Européen; bei den Straßenweltmeisterschaften wurde sie Fünfte im Zeitfahren. 2019 wurde sie Panamerikameisterin im Einzelzeitfahren, gewann die Tour of Scotland und den Chrono des Nations. Im Zeitfahren der Straßenweltmeisterschaften belegte sie Platz sieben. 2020 entschied sie eine Etappe der Setmana Ciclista Valenciana für sich und 2021 die Gesamtwertung der Tour Cycliste Féminin International de l’Ardèche. Im Straßenrennen der Olympischen Spiele in Tokio belegte sie Rang 29. 2022 wurde sie nationale Meisterin im Einzelzeitfahren und belegte im Zeitfahren der Straßenweltmeisterschaften Platz fünf. Wegen andauernder Rückenschmerzen legte sie 2023 eine Rennpause ein, kehrte aber bis 2024 nicht als Rennfahrerin zurück.

## Erfolge
2016
- Mannschaftszeitfahren Kalifornien-Rundfahrt

2017
- eine Etappe Tour of the Gila

2018
- Tour de Feminin – O cenu Českého Švýcarska
- Chrono Champenois – Trophée Européen

2019
- Panamerikameisterin – Einzelzeitfahren
- Gesamtwertung, eine Etappe und Punktewertung Tour of Scotland
- Chrono des Nations

2020
- eine Etappe Setmana Ciclista Valenciana

2021
- Gesamtwertung und eine Etappe Tour Cycliste Féminin International de l’Ardèche

2022
- US-amerikanische Meisterin – Einzelzeitfahren